# Ekaterina Dzehalevich
Ekaterina Dzehalevich, née le 3 mai 1986 à Minsk, est une joueuse de tennis biélorusse, professionnelle de 2001 à 2015.
À ce jour, elle a remporté un tournoi WTA en double dames.

## Palmarès

### Titre en double dames
| No | Date       | Nom et lieu du tournoi | Catégorie | Dotation  | Surface    | Partenaire          | Finalistes                           | Score            |          |
| -- | ---------- | ---------------------- | --------- | --------- | ---------- | ------------------- | ------------------------------------ | ---------------- | -------- |
| 1  | 01/10/2007 | Tashkent Open Tachkent | Tier IV   | 145 000 $ | Dur (ext.) | Anastasiya Yakimova | Tatiana Poutchek Anastasia Rodionova | 2-6, 6-4, [10-7] | Parcours |

### Finale en double dames
| No | Date       | Nom et lieu du tournoi | Catégorie | Dotation  | Surface    | Vainqueures                      | Partenaire         | Score             |          |
| -- | ---------- | ---------------------- | --------- | --------- | ---------- | -------------------------------- | ------------------ | ----------------- | -------- |
| 1  | 21/09/2009 | Tashkent Open Tachkent | Intern'l  | 220 000 $ | Dur (ext.) | Olga Govortsova Tatiana Poutchek | Vitalia Diatchenko | 6-2, 6-71, [10-8] | Parcours |

## Parcours en Grand Chelem

### En simple
N'a jamais participé à un tableau final.

### En double dames
| Année | Open d'Australie            | Open d'Australie          | Internationaux de France      | Internationaux de France  | Wimbledon                   | Wimbledon               | US Open                     | US Open                  |
| ----- | --------------------------- | ------------------------- | ----------------------------- | ------------------------- | --------------------------- | ----------------------- | --------------------------- | ------------------------ |
| 2008  | -                           | -                         | 1er tour (1/32) O. Govortsova | T. Poutchek An. Rodionova | 2e tour (1/16) V. Dushevina | Cara Black Liezel Huber | 2e tour (1/16) V. Dushevina | Lisa Raymond S. Stosur   |
| 2009  | 1er tour (1/32) V. Uhlířová | A. Hlaváčková L. Hradecká | 2e tour (1/16) A. Klepač      | Anabel Medina V. Ruano    | 2e tour (1/16) Julie Ditty  | B. Mattek Nadia Petrova | 1er tour (1/32) R. Voráčová | Sania Mirza F. Schiavone |
| 2010  | -                           | -                         | 1er tour (1/32) R. Voráčová   | Kondratieva V. Uhlířová   | 1er tour (1/32) T. Poutchek | V. Ruano Shaughnessy    | 1er tour (1/32) T. Poutchek | Hsieh Su-Wei Peng Shuai  |

Sous le résultat, la partenaire ; à droite, l’ultime équipe adverse.

## Parcours en «Premier Mandatory» et «Premier 5»
Découlant d'une réforme du circuit WTA inaugurée en 2009, les tournois WTA « Premier Mandatory » et « Premier 5 » constituent les catégories d'épreuves les plus prestigieuses, après les quatre levées du Grand Chelem.

### En double dames
| Année | Premier Mandatory | Premier Mandatory | Premier Mandatory | Premier Mandatory | Premier Mandatory | Premier Mandatory        | Premier Mandatory | Premier Mandatory          | Premier 5   | Premier 5 | Premier 5 | Premier 5                 | Premier 5           | Premier 5 | Premier 5 | Premier 5 | Premier 5  | Premier 5  | Premier 5 | Premier 5 | Premier 5 | Premier 5 |
| Année | Indian Wells      | Indian Wells      | Miami             | Miami             | Madrid            | Madrid                   | Pékin             | Pékin                      | Dubaï       | Dubaï     | Doha      | Doha                      | Rome                | Rome      | Canada    | Canada    | Cincinnati | Cincinnati | Tokyo     | Tokyo     | Wuhan     | Wuhan     |
| ----- | ----------------- | ----------------- | ----------------- | ----------------- | ----------------- | ------------------------ | ----------------- | -------------------------- | ----------- | --------- | --------- | ------------------------- | ------------------- | --------- | --------- | --------- | ---------- | ---------- | --------- | --------- | --------- | --------- |
| 2010  |                   |                   |                   |                   |                   |                          |                   |                            |             |           |           |                           |                     |           |           |           |            |            |           |           |           |           |
| —     | —                 | —                 | —                 | —                 | —                 | 1er tour (1/16) Poutchek | Jans Rosolska     | 1/4 de finale Kudryavtseva | Black Huber |           |           | 1er tour (1/16) Pelletier | Keothavong Petkovic | —         | —         | —         | —          | —          | —         |           |           |           |

N.B. : le nom de la partenaire se trouve sous le résultat ; le nom des ultimes adversaires se trouve à droite.

## Classements WTA en fin de saison

### En simple
| Année | 2001 | 2002 | 2003 | 2004 | 2005 | 2006 | 2007 | 2008 | 2009 | 2010 | 2011 | 2012 | 2013 |
| Rang  | 1071 | 742  | 440  | 293  | 251  | 304  | 178  | 146  | 168  | 235  | -    | 925  | 817  |

Source : (en) « Classements de Ekaterina Dzehalevich », sur le site officiel du WTA Tour

### En double
| Année | 2002 | 2003 | 2004 | 2005 | 2006 | 2007 | 2008 | 2009 | 2010 | 2011 | 2012 | 2013 |
| Rang  | 793  | 365  | 296  | 185  | 163  | 104  | 73   | 75   | 94   | -    | 196  | 497  |

Source : (en) « Classements de Ekaterina Dzehalevich », sur le site officiel du WTA Tour